# 5:55
5:55 è il secondo album in studio dell'attrice e cantante franco-britannica Charlotte Gainsbourg, pubblicato nel 2006.
Hanno collaborato alla realizzazione dell'album, tra gli altri, il duo francese AIR, il musicista inglese Jarvis Cocker, il produttore Nigel Godrich (collaboratore dei Radiohead) ed il cantautore nordirlandese Neil Hannon.

## Tracce
1. 5:55 – 4:52
2. AF607105 – 4:30
3. The Operation – 3:59
4. Tel Que Tu Es – 3:09
5. The Songs That We Sing – 2:57
6. Beauty Mark – 3:06
7. Little Monsters – 3:46
8. Jamais – 4:37
9. Night-Time Intermission – 2:44
10. Everything I Cannot See – 5:45
11. Morning Song – 3:08

## Formazione
- Charlotte Gainsbourg - voce
- Jean-Benoît Dunckel - piano, organo, sintetizzatore, glockenspiel, vibrafono, cori, drum machine
- Nicolas Godin - chitarre, basso, glockenspiel, drum machine, sintetizzatore, melodica, percussioni, tamburello basco
- Neil Hannon - chitarra acustica
- Jeremy Stacey - batteria
- Tony Allen - batteria
- The Millennia Ensemble - archi, diretto da David Richard Campbell con arrangiamenti di Joby Talbot

## Classifiche
| Classifica (2006) | Posizione raggiunta |
| ----------------- | ------------------- |
| Francia           | 1                   |